# Elecciones parlamentarias de Islandia de 1946
Las elecciones parlamentarias de Islandia fueron realizadas el 30 de junio de 1946. El Partido de la Independencia se posicionó como el partido político más grande de la Cámara Baja del Alþingi, ganando 13 de los 35 escaños.

## Resultados
| Partido                                      | Votos  | %    | Cámara Baja | Cámara Baja | Cámara Alta | Cámara Alta |
| Partido                                      | Votos  | %    | Escaños     | +/–         | Escaños     | +/–         |
| -------------------------------------------- | ------ | ---- | ----------- | ----------- | ----------- | ----------- |
| Partido de la Independencia                  | 26.428 | 39.5 | 13          | 0           | 7           | 0           |
| Partido Progresista                          | 15.429 | 23.1 | 9           | –1          | 4           | –1          |
| Partido de Unidad Popular-Partido Socialista | 13.049 | 19.5 | 7           | 0           | 3           | 0           |
| Partido Socialdemócrata                      | 11.914 | 17.8 | 6           | +1          | 3           | +1          |
| Independientes                               | 93     | 0.1  | 0           | 0           | 0           | 0           |
| Votos en blanco/nulos                        | 983    | –    | –           | –           | –           | –           |
| Total                                        | 67.896 | 100  | 35          | 0           | 17          | 0           |
| Participación electoral                      | 77.670 | 87.4 | –           | –           | –           | –           |
| Fuente: Nohlen & Stöver                      |        |      |             |             |             |             |